# Dubbeldäckare
För andra betydelser, se Dubbeldäckare (olika betydelser).

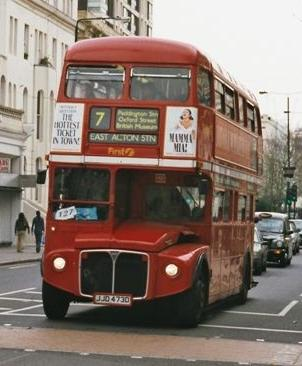
En Routemaster, en klassisk dubbeldäckare i London.

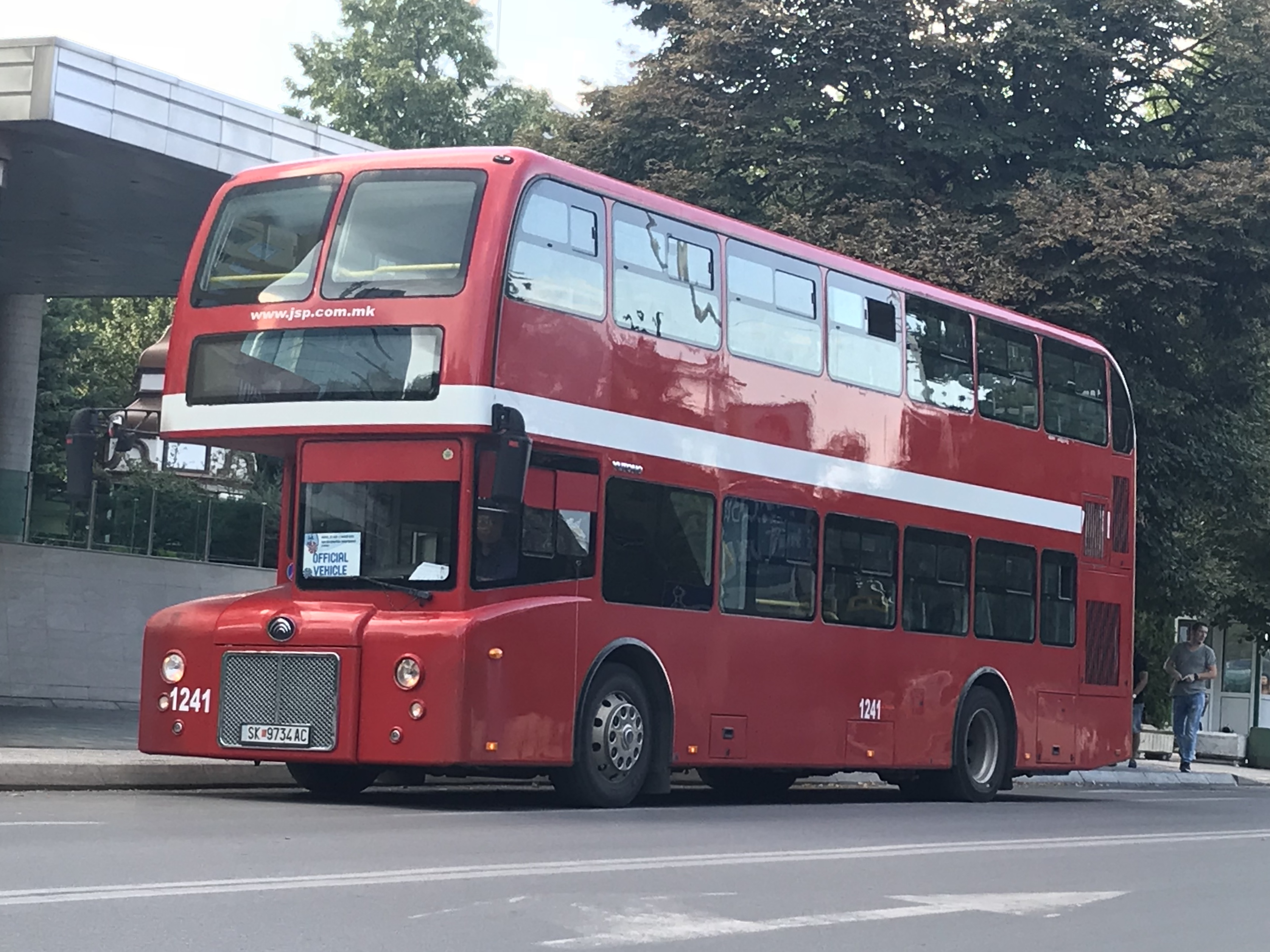
En dubbeldäckare i Skopje i Nordmakedonien.

En dubbeldäckare eller tvåvåningsbuss är en buss med två våningar. Bland de mer kända modellerna återfinns de röda Routemasterbussarna i London, som sattes i trafik 1956 och med åren kommit att bli något av en symbol för staden. Dessa togs den 9 december 2005 ur reguljär trafik, och trafikerar sedan dess bara museilinjer i centrala delarna av staden.. Trafiken med museilinjerna i London med klassiska Routemaster upphörde i september 2019 och kommer enligt beslut av kollektivtrafikmyndigheten i London inte att fortsätta. Begagnade exemplar av Routmaster har sålts till bland annat Sverige, men är dock inte lämpade att användas i trafik med anledning av den svenska högertrafiken. Det finns dock inget i förbud mot att göra det. 
Dubbeldäckare som stadsbuss finns även i fler städer i Storbritannien, samt i Berlin i Tyskland, där många av stombusslinjerna trafikeras med moderna dubbeldäckarbussar.

## Sverige

### Linjetrafik på landsbygden

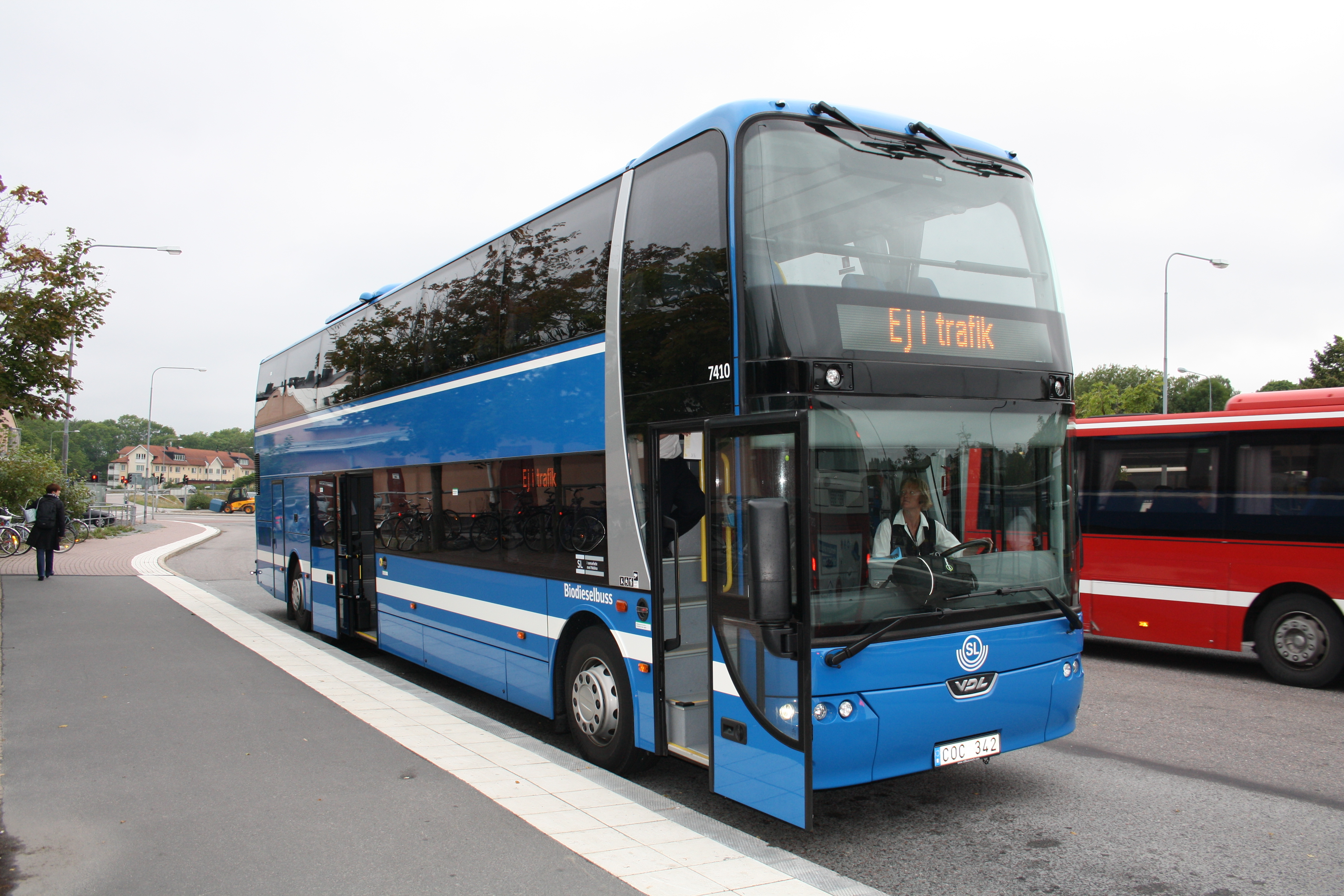
En dubbeldäckare i Norrtälje.

I Norrland finns sådana som linjebussar på längre linjer, till exempel på linje 100 mellan Sundsvall - Umeå - Luleå - Haparanda samt på linje 45 mellan Östersund och Gällivare. I Östergötland går det dubbeldäckare på den hårt belastade sträckan mellan Linköping och Norrköping. I Västra Götalands län trafikerar Västtrafik sträckan Borås-Göteborg med dubbeldäckare sedan december 2010. Den 24 juni 2011 började det även att gå dubbeldäckade bussar i linjetrafik på SL:s linje 676 och 670 mellan Stockholm och Norrtälje av typen Volvo 9700 DD. Dubbeldäckare i Stockholm trafikerar även linje 474 mellan Hemmsta och Slussen då av modell Setra 531DT. Under sommaren 2012 började UL trafikera sträckorna Uppsala-Enköping och Uppsala-Västerås med Vanhool-dubbeldäckare, på linjerna 773 och 774. På grund av problem med blåst som orsakat flera olyckor togs dubbeldäckarna ur trafik sommaren 2022.  Sedan 2015 kör Skånetrafiken dubbeldäckare på Skåneexpressen linje 10 mellan Helsingborg och Örkelljunga. Även Skåneexpressen 1, 2 och 15 samt regionbusslinje 177 trafikeras med dubbeldäckare inom Skånetrafiken.

### Turisttrafik

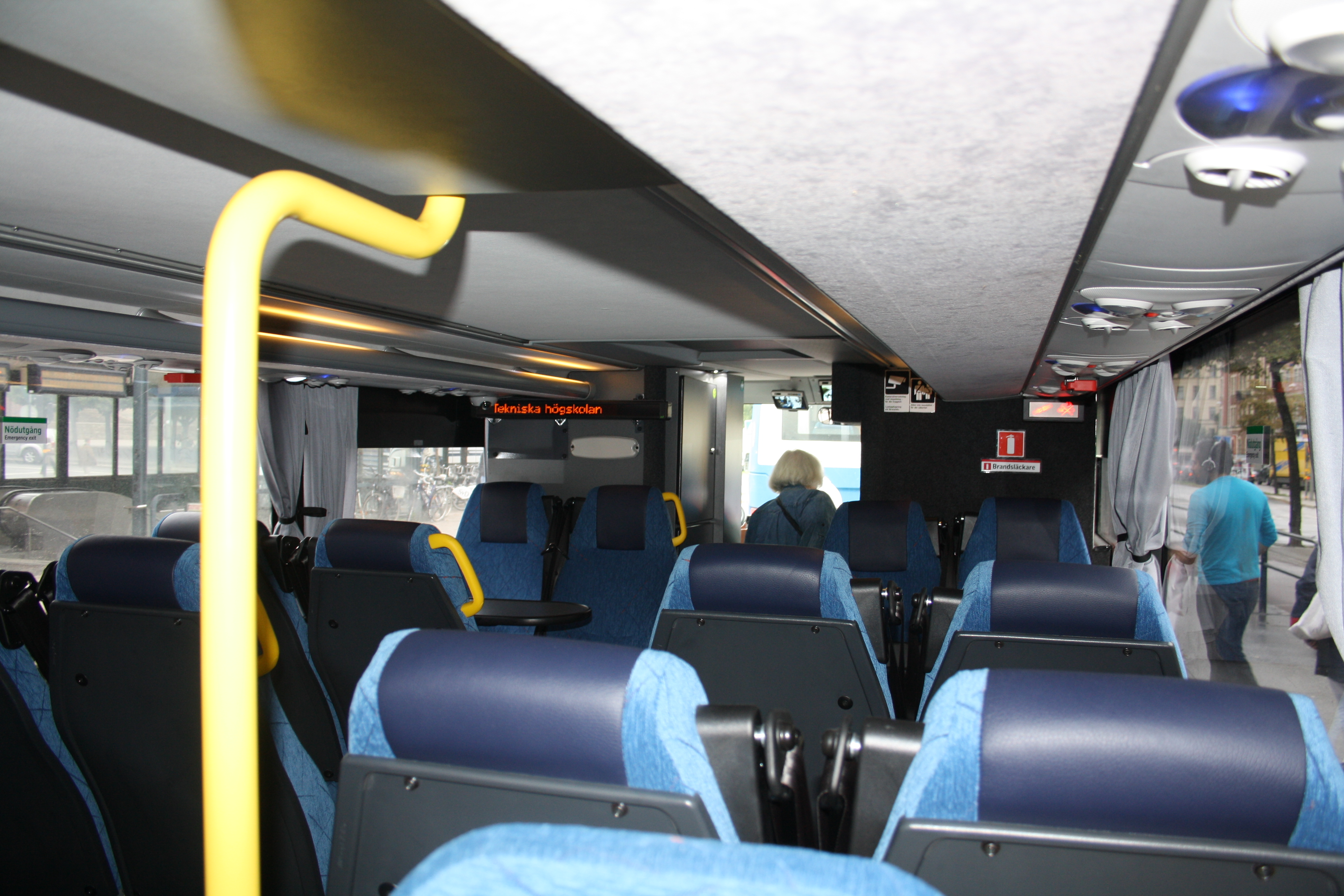
Insidan av en dubbeldäckare (nedre delen).

Det finns också turistbussar av dubbeldäckartyp. Då kan man inte ha bagage under golvet, utan istället är bakre delen av första våningen gjord för det. Då detta bagageutrymme är begränsat är det vanligt att man använder en släpvagn för att få plats med allt bagage.

### Linjetrafik i tätort

#### Stockholm
I Stockholm har dubbeldäckade bussar i linjetrafik förekommit sedan 1930 då den första importerades från Storbritannien av varuhuset NK. Bussen användes under Stockholmsutställningen för att transportera besökare mellan varuhuset på Hamngatan och NK:s paviljong på Norra Djurgården. Sedan dröjde det över 30 år innan man kunde se en dubbeldäckare i linjetrafik igen. Det var en Routemaster som gick i trafik mellan Norrmalmstorg och Sankt Eriks-Mässan i Storängsbotten under några veckor försommaren 1962. I augusti 1963 satte AB Stockholms Spårvägar (SS) för första gången en dubbeldäckare i trafik, även denna gång mellan Norrmalmstorg och Sankt Eriks-mässan. Bussen var tillverkad av det tyska företaget Büssing. Just denna modell levererades i tre exemplar, främst avsedda för prover av olika slag inför en eventuell större beställning av liknande bussar. Försöken blev lyckade och ett drygt år senare, i december 1964, levererades den första av en större serie bussar från Büssing. Även det brittiska företaget Leyland Motors fick i uppdrag att leverera dubbeldäckare till SS. 1976 togs den sista dubbeldäckaren i staden ur trafik.
Åren 2012 och 2013 fanns den privata busslinjen "Djurgårdsbussen" i Stockholm som använde dubbeldäckare i reguljär tätortstrafik. Linjen gick i 20-minutersintervaller under dagtid från Cityterminalen i Stockholm till Skansen på Djurgården och hade hållplatser gemensamt med Storstockholms Lokaltrafik (SL) vid bland annat Hötorget, Kungsträdgården och Nybroplan.
Under dubbeldäckarnas tid i Stockholm kunde busspassagerarna på andra våningen ibland se in i husen längsmed gatorna, vilket blev mindre populärt bland de boende längsmed busslinjerna.